# Sadayoshia latisternata
Sadayoshia latisternata is een tienpotigensoort uit de familie van de Munididae. De wetenschappelijke naam van de soort is voor het eerst geldig gepubliceerd in 2010 door Macpherson & Baba.